# لژیونرهای کلئوپاترا
لژیونرهای کلئوپاترا (ایتالیایی: Le legioni di Cleopatra) یک فیلم ماجراجویی، حماسی و درام تاریخی ایتالیایی-فرانسوی-اسپانیایی محصول ۱۹۵۹ به نویسندگی و کارگردانی ویتوریو کوتافاوی است.

## بازیگران
- لیندا کریستال در نقش کلئوپاترا
- اتوره مانی در نقش کریدین
- ژرژ مارشال در نقش مارک آنتونی
- کنرادو سن مارتین در نقش گوترزه
- آلفردو مایو در نقش آگوستوس
- ماریا مائور

## خلاصه داستان
مسافری از یونان به اسکندریه می‌آید، و به دنبال کلئوپاترا و استخدام به عنوان گلادیاتور در زمان فتح مصر توسط رومیان است.